# Hulladning
Granater med hulladningsvirkning anvendes normalt i panserværnsvåben, som har en cylindrisk sprængladning med en kegleformet hulhed vendende fremad. Sprængladningen kaldes derfor en hulladning. Hulheden skaber en fremadrettet, koncentreret sprængvirkning, der bevæger sig om hulladningens længdeakse, og dermed skaber en panserbrydende granat. 
Hulladningens form bevirker, at sprængstrålen er i stand til at gennembryde betydeligt tykkere panser, end det er muligt at gennembryde med en ladning af samme vægt, men af en anden form. En konus af en kobberlegering indlagt i den kegleformede hulhed øger yderligere gennembrydningsevnen. Granaten er fortil dækket af en ballistisk hætte, som reducerer luftmodstanden i skudbanen og sikrer den rigtige afstand til panserpladen ved anslaget mod målet.
Ved anslaget antændes hulladningen bagfra. Under detonationens bevægelse fremad smelter konussen, og dele af den indgår i flydende og luftformig tilstand i en sprængstråle, der på grund af den ballistiske hætte opnår en passende længde, før den slår ind i panserpladen. Resten af konussen presses sammen til en tap, der følger efter sprængstrålen. Tappen sætter sig fast i det af sprængstrålen dannede hul.
Virkningen bag panserpladen skyldes overvejende det flydende materiale fra pladen, som indgår i sprængstrålen. Denne bevæger sig med stor hastighed i fortsættelse af gennembrydningshullets længdeakse og er tilnærmelsesvis kegleformet. Strålen har en meget voldsom virkning, hvor den træffer.
Under 2. verdenskrig anvendte såvel tyskerne som de allierede mandbårne panserværnsvåben, som kunne affyre granater med hulladningsvirkning. Senere udvikledes dysekanoner i forskellig kaliber, som også anvender granater med hulladning, ofte betegnet hulgranater.